# Adrienne Wilkinson

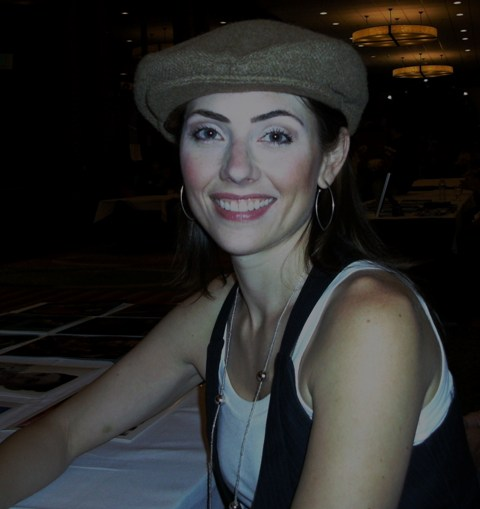
Adrienne Wilkinson

Adrienne Wilkinson (* 1. September 1977 in Memphis, Missouri; gebürtig Adrienne Marie Wilkinson) ist eine US-amerikanische Schauspielerin.

## Leben und Leistungen
Wilkinson nahm als Kind Tanzunterricht. Auf der High School trat sie in einem Amateurtheater auf. Kurz nach dem Schulabschluss zog sie nach Los Angeles. Ihre erste Filmrolle spielte sie in dem 17-minütigen Drama Return aus dem Jahr 1996. Nach einigen Gastauftritten in Fernsehserien spielte sie in den Jahren 2000 und 2001 in zehn Folgen der Fernsehserie Xena. Im für das Fernsehen produzierten Science-Fiction-Actionfilm Interceptor Force 2 (2002) trat sie in einer der größeren Rollen auf.
Im Horrorfilm Reflections (2006) übernahm Wilkinson die Hauptrolle einer Frau, der im Spiegel beunruhigende Visionen erscheinen. Eine der Nebenrollen in diesem Film spielte Zoë Bell, die bereits in Xena Wilkinsons Stuntdouble war. Im Jahr 2006 spielte Wilkinson in einigen Kurzfilmen wie WalkAway und Expectation, die sie auch mitproduzierte. Bei Expectation arbeitete sie mit ihren beiden Schwestern zusammen, von denen eine die Filmmusik komponierte, die andere Regie führte.
Wilkinsons Stimme war in zahlreichen Videospielen wie kill.switch (2003), EverQuest II (2004), Neopets: The Darkest Faerie (2005), Saints Row (2006) und The Sopranos: Road to Respect (2006) zu hören. Außerdem trat sie in der Fernsehwerbung auf, darunter für Toyota im Jahr 2004. Im März 2013 synchronisierte sie im Satellitenradiosender Sirius XM die Gruselgeschichten der Anthologie Suspense.

## Filmografie (Auswahl)
- 1996: Return (Kurzfilm)
- 2000–2001: Xena – Die Kriegerprinzessin (Xena: Warrior Princess, Fernsehserie)
- 2002: As If (Fernsehserie)
- 2002: Interceptor Force 2
- 2005: Emergency Room – Die Notaufnahme (ER, Fernsehserie, Folge 11x22)
- 2006: Reflections
- 2006: WalkAway (Kurzfilm)
- 2006: Expectation (Kurzfilm)
- 2006: Going Up!
- 2006: Lakeshore Drive (Kurzfilm)
- 2015: Star Trek Continues
- 2017: Star Trek: Renegades (Webserie)